# Proterozoikum

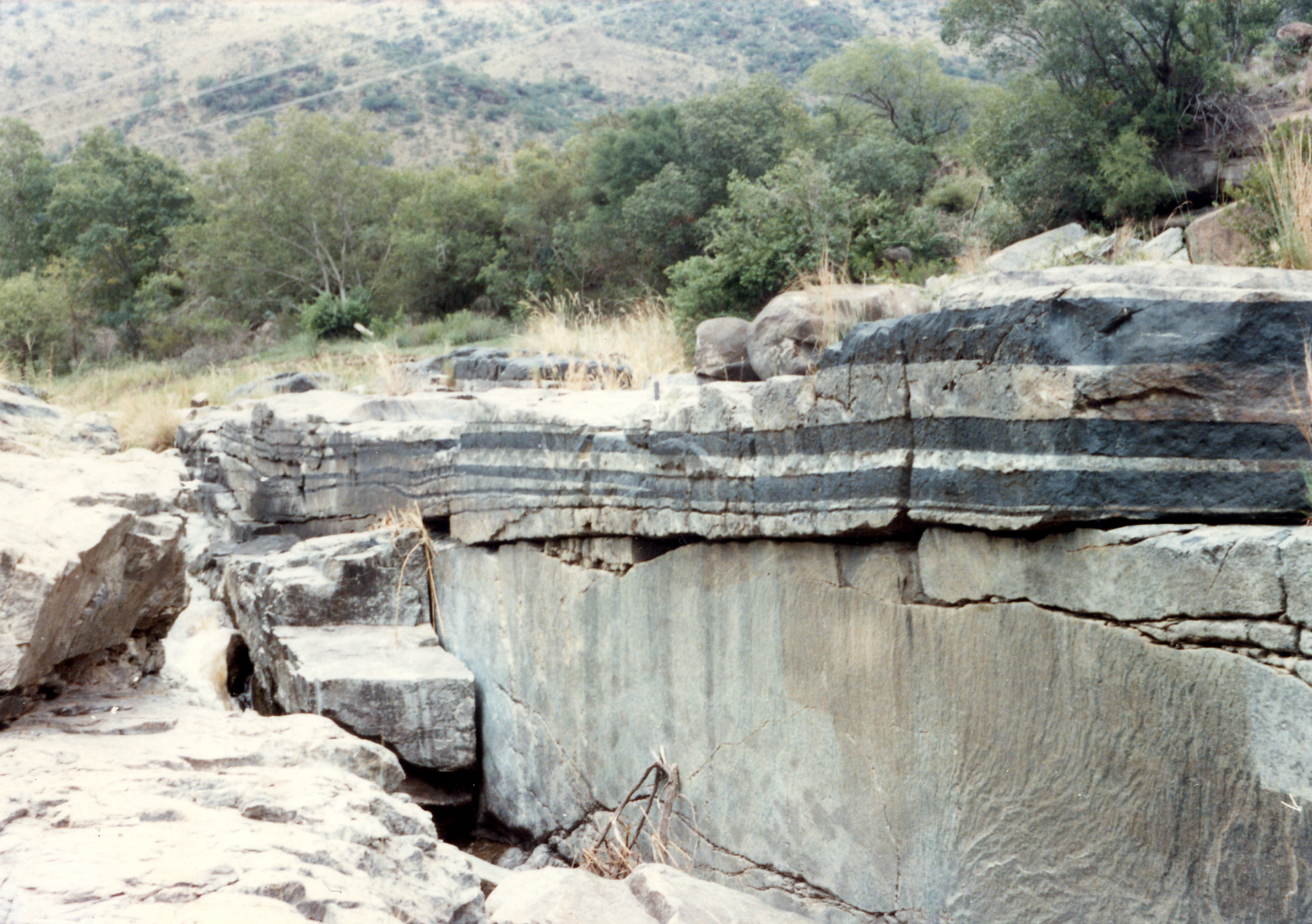
Anortozitos rétegsor a dél-afrikai proterozoikumból

A proterozoikum vagy földtörténeti előidő egy földtörténeti eon, a komplex élet virágzása előtti nagy periódus. Mintegy 2500 millió évvel ezelőtt (mya) kezdődött és 542 ± 1 millió évvel ezelőtt zárult. A megnevezés jelentése: állati életet megelőző kor, ma már tudjuk, hogy valójában már az archaikum közepe táján, 3 milliárd évvel ezelőtt is létezett élet, feltehetőleg az állati élet is ezekben az időkben, mintegy 1000 millió évvel ezelőtt kezdődött.
A proterozoikumot az archaikum, a földtörténeti ősidő előzte meg és a fanerozoikum eon (azon belül a paleozoikum idő és azon belül a kambrium időszak) követte. A fanerozoikum előtti időt prekambriumnak is nevezik (kambriumot megelőző kor).

## Tagolása
A proterozoikumot a következő geológiai időkre osztják (a legrégibbtől a legújabbig):
- Paleoproterozoikum vagy rétegtani (sztratigráfiai) megnevezéssel alsó proterozoikum (2500 mya – 1600 mya)
- Mezoproterozoikum vagy középső proterozoikum (1600 mya – 1000 mya)
- Neoproterozoikum vagy felső proterozoikum (1000 mya – 542 mya)

A proterozoikum ismert fő eseményei:
- A paleoproterozoikumban következett be az úgynevezett nagy oxigenizációs esemény, melynek eredményeképpen a mezoproterozoikumban kialakult az oxigénnel telített légkör.[2]
- Számos nagy eljegesedés történt, a késő neoproterozoikum kriogén időszakában következhetett be a hógolyó-Föld hipotetikus állapota.
- Az ediakara-bióta megjelenése (635 mya – 542 mya), a többsejtű élőlények evolúciójának kezdeti időszaka.

## Ősföldrajz

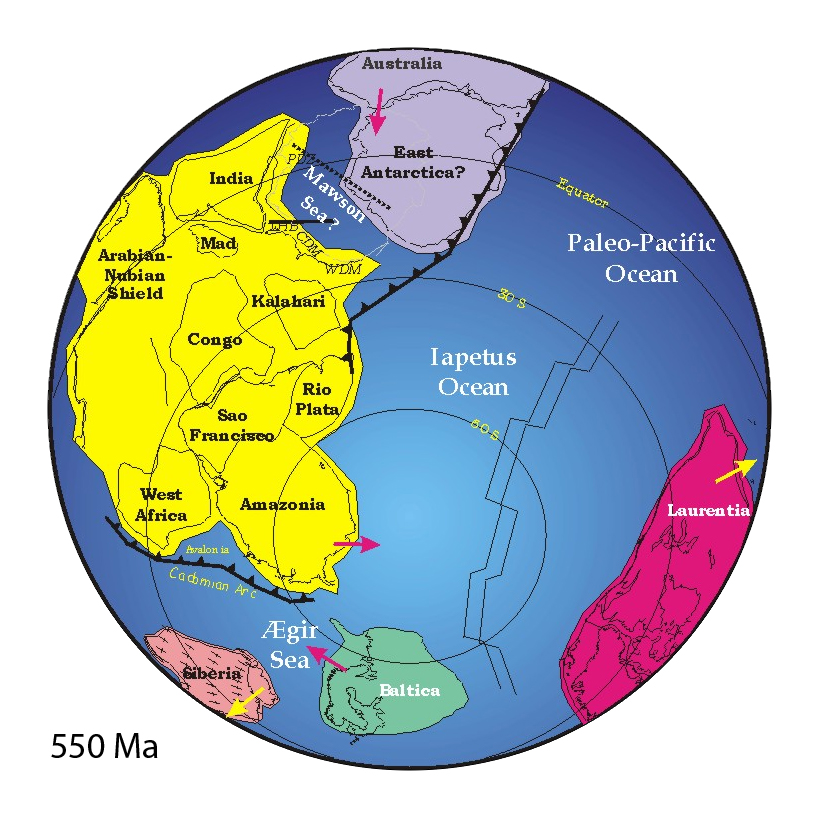
A felső-proterozoikum térképe

A proterozoikumból kevés jele maradt lemeztektonikai folyamatoknak az archaikum intenzív vulkáni tevékenysége után, amely sok hőt sugárzott ki. Elképzelhető, hogy csak a litoszférában maradt sok radioaktív hőnek köszönhető, hogy a Föld nem jutott a kihűlő égitestek sorsára. A radioaktív hő egymilliárd évig halmozódott a litoszférában ahhoz, hogy elegendő energia gyűljék fel a lemeztektonikai mozgások felgyorsulásához.
A neoproterozoikumban egyetlen szuperkontinens létezett, a Rodinia. Kiterjedt epikontinentális sekélytengerek övezték, amik jól átvilágított vizeikkel lehetővé tették az élet terjedését, Rodinia, a szuperkontinens ténye miatt pedig minden élettér átjárható és szabadon megközelíthető volt. A proterozoikum vége felé, mintegy 750 millió évvel ezelőtt Rodinia elkezdett feldarabolódni. Az északi kontinenst, Protolaurázsiát a mai Észak-Amerika, Eurázsia és Grönland területei alkották, a déli Protogondwana kontinenst Afrika, India, Ausztrália, Dél-Amerika és az Antarktisz területei. Köztük helyezkedett el Congo kontinentális pajzsa és mintegy 600 millió évvel ezelőtt a három kontinens egyes elméletek szerint ismét egyesült egy időre, Pannotia szuperkontinensben.

## Jellemző kőzetek
- Magmás és metamorf kőzetek: A leggyakrabb a gneisz és a gránit, mint az archaikumi kőzetek esetében is. Megjelennek más intruzív, vulkáni és metamorf kőzetek is.
- Homokkő, agyagpala: lepusztult magmás kőzetek.
- Mészkő, dolomit: a karbonát kicsapódását segítő kékalgák elszaporodása miatt fokozódott a mészkő képződése. Több dolomit keletkezett, mint később, mert az erős tenger alatti bázisos vulkanikus tevékenység következtében jelentős mennyiségű magnézium került a felszínre.
- Vörös szárazföldi üledékek: A szárazföldön erős volt az erózió és a homokkőképződése jellemezte. A levegőben megjelent az oxigén, ami oxidálta a kőzetek vastartalmát és vörös színűre festette a tájat.

## Hegység- és nyersanyagképződés
A proterozoikum nagy hegységképződési ciklusai: Belomoridák, Karelidák, Gothidák, Rifeidák.
Egy több kilométer átmérőjű meteorit becsapódásának következtében 1,8 milliárd évvel ezelőtt létrejött a Sudbury melletti nikkelérc telep. Ez a Föld bányászható nikkelkészletének kétharmadát tartalmazza.
A neoproterozoikumban születtek algatelepekből a Föld első kőolajmezői, a mai Kanada területén.

## Éghajlat
A viszonylag meleg éghajlat kedvezett a mészkő és a vörös (vas-oxidos, laterites mállástermékek) üledékek képződésének.
Több nagy eljegesedés is történt azonban a proterozoikumban, és még olyan elmélet is van, hogy ezek közt volt, amelyik a teljes bolygó eljegesedését jelentette. A huroni jégkorszak 2,5–2 milliárd évvel ezelőtt zajlott a mai Kanada területén, tilliteket és jégkarcokat hagyva ránk. 1,9 milliárd évvel ezelőtt újabb, rövidebb jégkorszak zajlott, amely főleg Dél-Afrikában hagyott azonosítható nyomokat. Mintegy 700 millió évvel ezelőtt került sor az eddig ismert legnagyobb eljegesedésre. Ennek Oroszország, Skandinávia, Dél-Afrika és Ausztrália területein maradtak nyomai.

## Élővilág

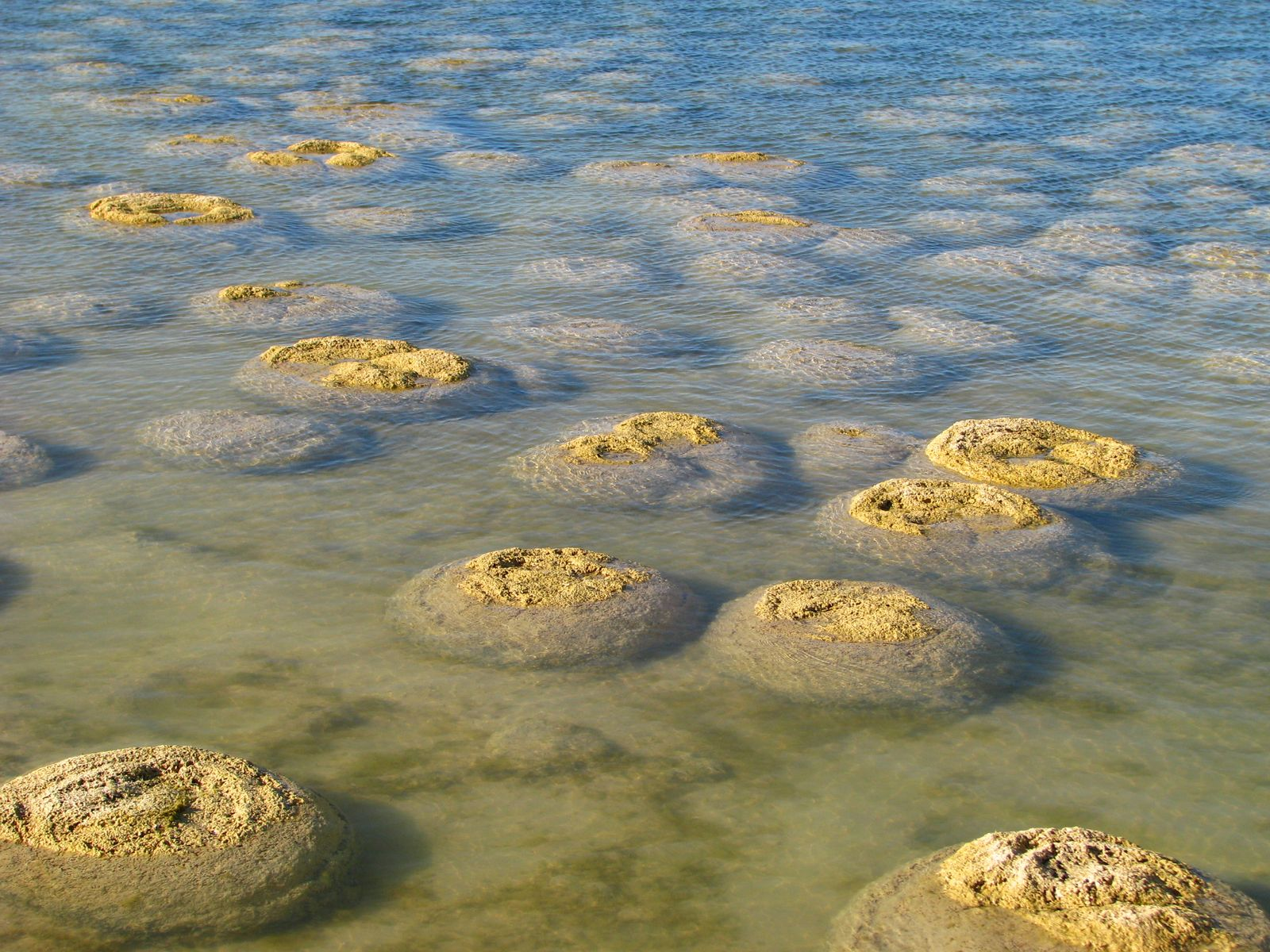
Sztromatolitok a mai Ausztrália partjainál. Ilyen lehetett Rodinia tengerpartja is.

A proterozoikum első felében alakultak ki a prokariótákból az első sejtmaggal rendelkező élőlények, az eukarióták, először a cianobaktériumok, vagy kékmoszatok, melyeknek osztódás közben fosszilizálódott maradványai is ismertek. 1,2 milliárd évvel ezelőttre tehető a sztromatolitok virágkora.
A proterozoikum elején a légköri oxigéntartalom elérte a mai szint 0,01%-át, ez már elég volt ahhoz, hogy az élőlények elkezdjenek áttérni a légzésre, és ez jelentős evolúciót indított el.
A proterozoikumban megkezdődött a többsejtű állatok, növények és gombák elterjedése. A proterozoikumi élőlények azonban mind szilárd váz nélküliek voltak. A leggazdagabb leletek az ausztráliai Ediacara-dombságból kerültek elő, amely névadója a proterozoikum utolsó időszakának, az ediakarának, illetve az ediakara-biótának is.
A proterozoikum végén már léteztek a következő élőlénycsoportok:
- Prokarióták
  - Baktériumok: cianobaktériumok (Cyanobacteria)
  - Archeák
- Eukarióták:
  - Protiszták: gyökérlábúak (Rhizopoda), sugárállatkák (Radiolaria)
  - Gombák
  - Növények: zöldmoszatok (Chlorophyta)
  - Állatok: űrbelűek (Coelenterata), pörgekarúak (Brachiopoda), ízeltlábúak (Arthropoda)

## Proterozoikumi érdekességek

### Spitzbergák

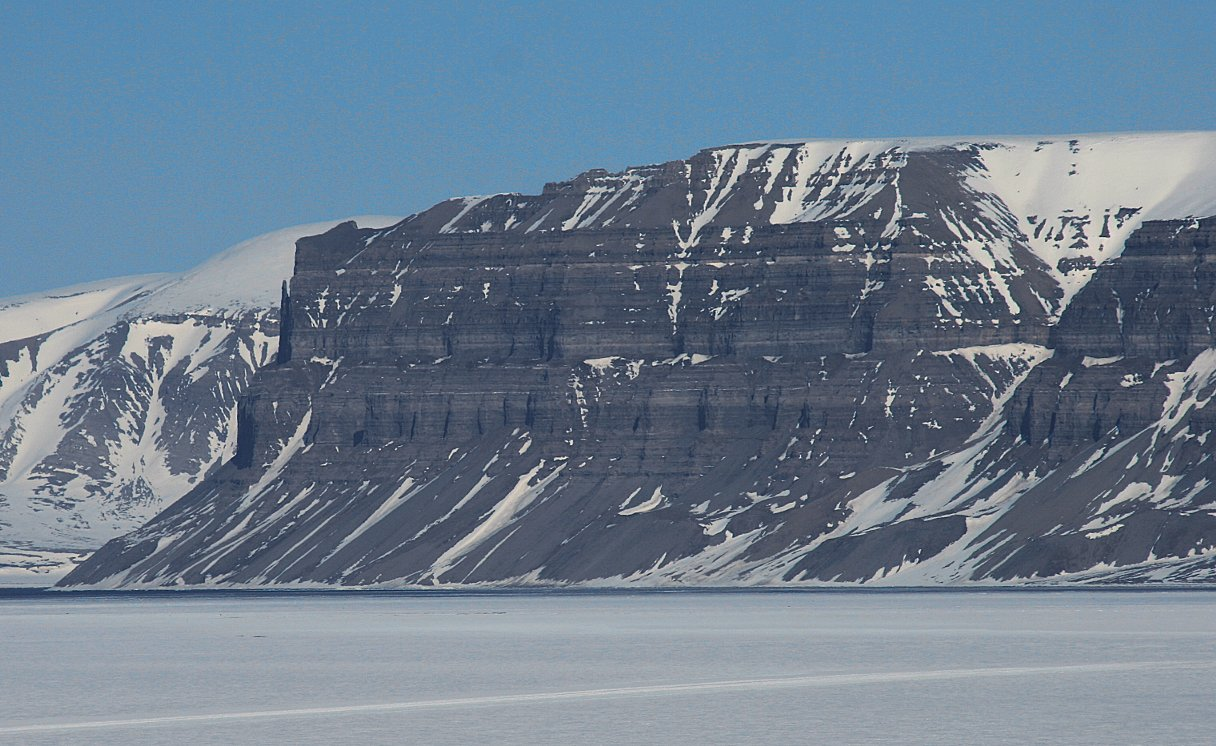
A Spitzbergák proterozoikumi rétegsora

Kelet-Grönlandon és a Spitzbergákon egyedülálló módon egy 250 millió év alatt lerakódott, gyakorlatilag megszakítatlan, át nem alakult és enyhén gyűrődött vastag üledékréteg húzódik. Egyedülálló abban a tekintetben is, hogy keletkezési ideje környékéről - 850-600 millió évvel ezelőttről - igen kevés lelőhely áll rendelkezésre, és ez az időszak éppen az Ediakara-faunát közvetlenül megelőző időszak. Andrew H. Knoll és Keene Swett, az iowai állami egyetem geológusai 1975-től kezdődően tanulmányozzák ezt a rétegsort.
Az itteni rétegsorokban már nagy fajgazdagságban jelennek meg mind a prokarióta, mind az eukarióta egysejtűek. A prokarióták kékmoszatok, az eukarióták zöldmoszatok, barnamoszatok és barázdásmoszatok lehettek. A rétegsor 250 millió éve alatt a kékmoszatok egyáltalán nem változtak, míg az eukarióták jelentős változáson estek át, mind változatosságuk, mind egyedszámuk megnőtt. Ugyanitt a 800 millió éves kőzetek már többsejtű algákat is tartalmaznak. A Signor–Lipps hatás figyelembe vételével a 800 millió éves ismert állati szervezetek legalább 1 milliárd éves állati törzsfejlődésre engednek következtetni.

### Elatina-formáció

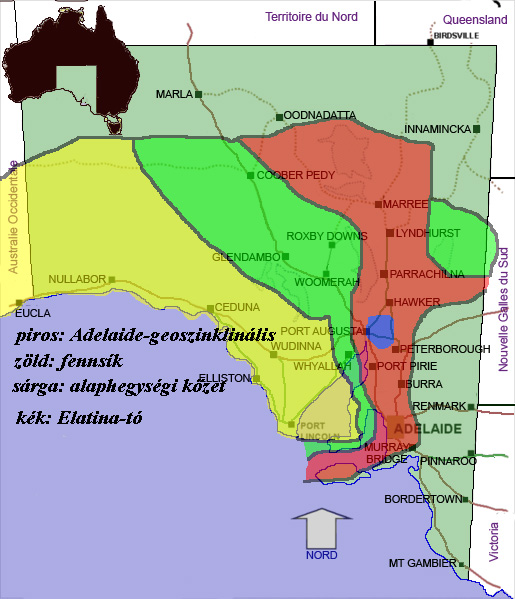
A proterozoikumi Elatina-tó környékének vázlatos nagyszerkezeti térképe

Dél-Ausztráliában az Elatina-formáció 680 millió éves finomrétegzettségű homok- és agyagköveket őrzött meg. George E. Williams 1979 óta tanulmányozza e rétegek feltűnő szabályos ciklikusságát. A finomrétegződés egy tófenék üledékképződésének terméke, amibe olvadékvíz ömlött, évente egy-egy réteget létrehozva. Mivel az olvadáskor meginduló, olvadékvíz által szállított finomtörmelékből először a nagyobb szemcseméret ülepedik ki, folyamatosan az egyre finomabb részecskék, ami a következő olvadáskor átmenet nélkül megy át a nagyobb szemcseméretbe. Ezért egy réteg egy évet jelöl, ezt varvnak nevezzük. 10-14 rétegből álló csoportokat lehet elkülöníteni benne, és ennek alapján 680 millió évvel ezelőtti napfolttevékenységre is lehet következtetni. A teljes rétegsor mintegy 10 méter vastag, és közel 20 ezer réteg található benne, vagyis a tó 20 ezer éven át létezett. Az Elatina-formáció jelentősége, hogy bizonyítékot szolgáltat az elmúlt 680 millió évben teljesen állandó naptevékenységre. Húszezer évnyi adatsorban egyetlen Maunder-minimumhoz hasonló jelenség sincs.

## Külső hivatkozások
- Földtörténeti összefoglaló